# Ipanema, Rio de Janeiro
Ipanema (pronunție în portugheză [ipaˈnẽmɐ]) este un cartier (bairro) din Rio de Janeiro, Brazilia. Situat în zona de sud a orașului, pe malul Oceanului Atlantic, este delimitat la nord de laguna Rodrigo de Freitas, la est de cartierul Copacabana și la vest de cartierul Leblon.
Cartierul a fost popularizat de melodia A Garota de Ipanema (The Girl from Ipanema), scrisă de rezidenții Antônio Carlos Jobim și Vinícius de Moraes și interpretată de João Gilberto și Astrud Gilberto. Melodia a ajuns pe locul 5 în topul melodiilor din Statele Unite în vara anului 1964.
Este un cartier bogat și dinamic, renumit pentru mall-urile, restaurantele și barurile sale, dar mai ales pentru plaja sa. Este considerat și „micul Paris” al orașului, cu mai multe de galerii de artă, cinematografe și librării. Este leagănul stilului muzical bossa-nova. 